# قلعة الغاشي (الخبت)

تعديل مصدري - تعديل

قلعة الغاشي هي إحدى قرى عزلة عبس بمديرية الخبت التابعة لمحافظة المحويت، بلغ تعداد سكانها 172 نسمة حسب تعداد اليمن لعام 2004.